# ألبرت جوردي رابوتو
ألبرت جوردي رابوتو (بالإنجليزية: Albert Jordy Raboteau)‏(وُلد في عام 1943) هو باحث أمريكي من أصل أفريقي. ويهتم رابوتو بالديانات الأفريقية والديانات الخاصة بالأمريكيين من أصل أفريقي.

## حياته الشخصية والعملية
قُتل والد رابوتو، ألبرت جوردي رابوتو (1899-1943)، في باي سانت لويس، في الميسيسبي، قبل مولد رابوتو، على يد رجل أبيض، ولم يوجه إليه الاتهام قط. وانتقلت والدته من الجنوب حيث عملت بالتدريس، من أجل أن تجد مكان أفضل لأطفالها. ثم تزوجت ثانية من قس أمريكي من أصل أفريقي. وبدأ رابوتو في تعلم اللاتينية واليونانية في الخامسة على يد زوج والدته. وساعده زوج والدته أيضًا في تركيز اهتمامه في الكنيسة والتعليم. وتم قبول رابوتو في الجامعة وهو في السادسة عشر، ونال البكالريوس في جامعة لويولا يونيفرستي في عام 1964، والماجيستير في جامعة كاليفورنيا يونيفرستي، بيركلي. ثم التحق رابوتو ببرنامج الخريجين في الدراسات الدينية في جامعة ييل، وفيه درس مع المؤرخ الديني الأمريكي سيدني ألستروم، وأيضًا مؤرخ الأمريكيين من أصل أفريقي جون بلاسينجيم، ونال درجة الدكتوراة في 1974. ونُشرت أطروحة رابوتو، والتي تم مراجعتها ونشرها في كتاب بعنوان "ديانة العبيد: "المؤسسة الخفية" في جنوب ما قبل الحرب الأهلية"، في الوقت الذي كانت حركة دراسات السود تكتسب قوة في السبعينيات، وأيضًا في أعقاب نشر دراسات ثورية في مجال العبودية الأمريكية، ومن تلك الدراسات: كتاب أولي ألهو "ديانة العبيد" (1976)، وكتاب بلاسينجيم "مجتمع العبيد" (1972)، وكتاب إيوجين جينوفيز "تحرك "تحرك يا جوردان، تحرك" (1974)، وأيضًا كتاب لورانس ليفني "ثقافة سوداء وضمير أسود"(1977).
في عام 1982، عينت جامعة برينستون رابوتو في منصب أستاذ زائر، ثم عضو دائم بهيئة التدريس. ويعمل رابوتو الآن (2009) أستاذًا للدين (ونيل الدكتوراة في الدين في هذه الجامعة دعمه هنري و. بوتنام ماليًا من قبل). يركز رابوتو بحثه وما يُدرّسه في التاريخ الأمريكي الكاثوليكي، والديانات الخاصة بالأمريكيين من أصل أفريقي، وأيضًا القضايا المتعلقة بالدين والهجرة. وتقلد رابوتو منصب رئيس قسم الدين في الفترة من 1992-1993. ونال جائزة إنجازات طوال العمر (جائزة جورني) في عامي 2005 و 2006 على التوالي. وفي 2005، نال أيضًا جائزة الإنجازات المميزة (جائزة جورني). وبعد ذلك اعتنق رابوتو الأرثوذكسية الشرقية.

## أعماله
- «ديانة العبيد:» المؤسسة الخفية«في جنوب ما قبل الحرب الأهلية». نيويورك: مطبعة جامعة أكسفورد، 1978.
- «نيران في العظام: تأملات في التريخ الديني للأمركيين من أصل أفريقي». بوسطن: بيكون برس، 1995.
- «بهجة مغمورة بالحزن». نيويورك: بوليست برس، 2002.
- «أرض الكنعانييون: تاريخ ديني للأمريكيين من اصل أفريقي». نيويورك: مطبعة جامعة أكسفورد، 1999.
- «ديانة الأمريكيين من أصل أفريقي: مقالات تفسيرية في التاريخ والثقافة». نيويورك: روتليدج، 1997